# Aeria palmara
Aeria palmara är en fjärilsart som beskrevs av Richard Haensch 1903. Aeria palmara ingår i släktet Aeria och familjen praktfjärilar. Inga underarter finns listade i Catalogue of Life.